# Dubiella dubius
Dubiella dubius är en fjärilsart som beskrevs av Stoll 1781. Dubiella dubius ingår i släktet Dubiella och familjen tjockhuvuden. Inga underarter finns listade i Catalogue of Life.

## Bildgalleri

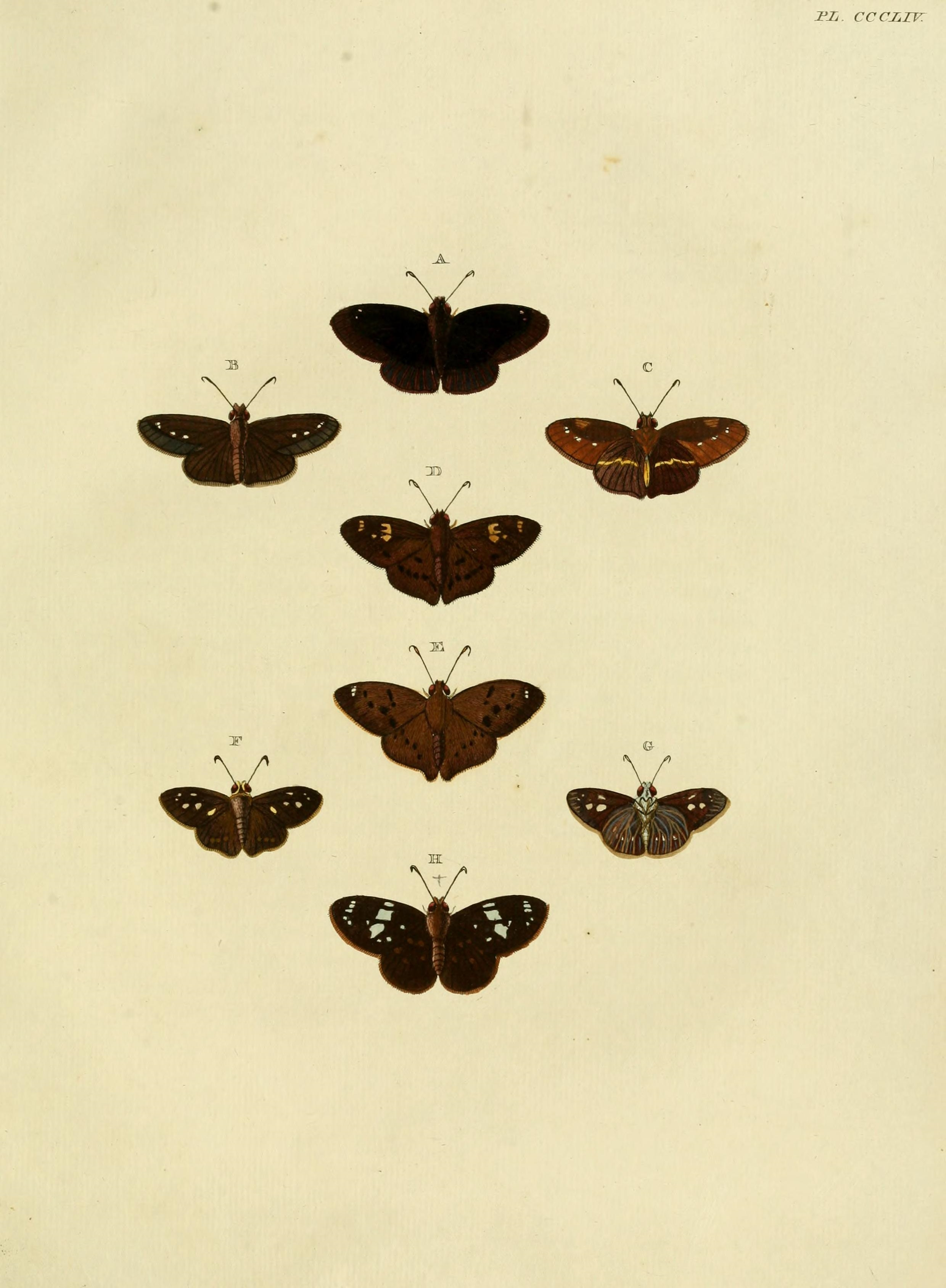